# Muhammad Ali Bogra
Muhammad Ali Bogra est un homme d'État pakistanais, né le 19 octobre 1909 à Bogra, alors situé dans le Raj britannique et mort le 23 janvier 1963 à Dacca, alors situé au Pakistan oriental.
D'origine bengali, il rejoint la Ligue musulmane qui milite pour la création d'un pays pour les musulmans du sous-continent indien. Il a notamment été ambassadeur auprès des États-Unis, puis Premier ministre du Pakistan du 17 avril 1953 au 12 août 1955. Il est enfin ministre des Affaires étrangères durant le régime de Muhammad Ayub Khan, et ce jusqu'à sa mort.

## Biographie

### Jeunesse et éducation
Muhammad Ali Bogra est né le 19 octobre 1909 à Bogra, situé alors dans le Raj britannique, devenu ensuite le Pakistan oriental, correspondant à l'actuel Bangladesh. Il est issu d'une famille Bengali. Il a étudié la science politique à l'Université de Calcutta. 

### Carrière politique
Rejoignant la Ligue musulmane, Muhammad Ali Bogra est donc l'un des artisans de la création du Pakistan, pays destiné à représenter les populations musulmanes du sous-continent indien. Au sein du parti, il est responsable de la région du Bengale. 
Il est élu membre de l'Assemblée constituante pakistanaise, mais démissionne à la suite de désaccords avec le fondateur du Pakistan, Muhammad Ali Jinnah, à propos du statut de la langue bengali. Il devient ensuite ambassadeur auprès de la Birmanie, du Canada et enfin des États-Unis. 
Nommé Premier ministre le 17 avril 1953 par le gouverneur général Malik Ghulam Muhammad, il s’attèle au projet de constitution, et soumet une proposition à l'Assemblée constituante prévoyant une représentation égale entre le Pakistan occidental et le Pakistan oriental. Alors que le processus d'adoption du texte est toujours en cours, l'assemblée est dissoute par le gouverneur général. Ali Bogra est finalement poussé à la démission par le nouveau gouverneur général Iskander Mirza le 12 août 1955. 
Il sert enfin en tant que ministre des Affaires étrangères durant le régime de Muhammad Ayub Khan, du 13 juin 1962 jusqu'à sa mort le 23 janvier 1963.